# Alessandro Del Piero
Alessandro Del Piero (Conegliano, 9 november 1974) is een Italiaans voormalig voetballer die bij voorkeur als schaduwspits speelde. Hij stond van 1993 tot 2012 onder contract bij Juventus, waar hij als nummer 10 en als aanvoerder uitgroeide tot een clubicoon.
Del Piero is de Juventus-speler met de meeste wedstrijden achter zijn naam. Daarnaast is hij de alltime-topscorer van de club. Bijzonder is dat Del Piero een staande ovatie kreeg in uitwedstrijden bij Manchester United en Real Madrid. Del Piero was van 1995 tot en met 2008 tevens international voor het Italiaans elftal, waarvoor hij 91 wedstrijden speelde en 27 keer scoorde. Hij maakte deel uit van onder meer het Italië dat het wereldkampioenschap 2006 won. Tijdens dat toernooi scoorde Del Piero zowel in de halve finale tegen Duitsland als de finale tegen Frankrijk (in de strafschoppenserie). Na zijn afscheid van Juventus in 2012 speelde hij 2 seizoenen voor Sydney FC. Daarna tekende hij in 2014 op bijna 40-jarige leeftijd nog een contract bij Delhi Dynamos. Hij zette een punt achter zijn carrière na één seizoen bij deze club. Pelé nam Del Piero in 2004 op in zijn lijst van 100 beste spelers ooit.

## Carrière
Del Piero begon zijn professionele carrière in 1991 bij Calcio Padova in de Italiaanse Serie B. Hij won de Serie A zes keer (1995, 1997, 1998, 2002, 2003 en 2012), de UEFA Champions League (1996), de wereldbeker voor clubteams (1996), de UEFA Super Cup (1996) en de UEFA Intertoto Cup (1999). Zijn beste seizoen was 1997-98, toen hij 21 doelpunten in de Serie A wist te maken.
Ondanks een hoeveelheid succes op het clubniveau heeft Del Piero wisselvallig gepresteerd in het Italiaanse nationale team. In 1998 werd hij met verwachtingen opgesteld op het wereldkampioenschap en concurreerde hij met publiekslieveling Roberto Baggio om één plek. Hij speelde een matig toernooi. Ook Euro 2000 was voor hem geen groot succes: gaandeweg het toernooi werd hij uit de ploeg gespeeld door de rijzende ster Francesco Totti. Eind 2004 had hij 67 interlands gespeeld voor het Italiaanse voetbalteam.
Op het wereldkampioenschap in 2006 viel Del Piero een aantal keren in. Hij bewees zijn doelgerichtheid eens te meer toen hij in de halve finale tijdens zijn invalbeurt (104') de beslissende treffer scoorde (121') en daarmee favoriet en thuisland Duitsland versloeg. In de finale wist hij in de penaltyreeks koel te blijven en te scoren en wist hij eindelijk ook met de Azzurri succes te behalen.
Sinds het seizoen van 1994 is Del Piero vrijwel altijd basisspeler geweest van Juventus. Ondanks dat hij met Juventus elke prijs heeft gepakt die er maar te winnen valt, heeft hij in zijn carrière ook meerdere keren pech gehad. Hij heeft bijvoorbeeld drie van de vier CL-finales die hij meemaakte verloren. Onder leiding van coach Lippi met onder anderen Gianluca Vialli, Didier Deschamps, Zinédine Zidane, Edgar Davids en Antonio Conte haalde Del Piero driemaal achter elkaar de finale van de Champions League. In 1996 won Juventus in Rome de finale van Ajax. Nadat de eindstand op 1-1 was bepaald door doelpunten van Fabrizio Ravanelli en Jari Litmanen won Juventus via strafschoppen. Een jaar later stond Juventus in München tegenover Borussia Dortmund. Karl-Heinz Riedle scoorde in de eerste helft tweemaal. Del Piero wist na rust met een goal achter zijn standbeen Juventus terug in de wedstrijd te brengen, maar Dortmund won met 3-1 dankzij een goal van Lars Ricken. In 1998 ging het fout tegen Real Madrid. De wedstrijd in de Amsterdam ArenA werd door een mooie goal van Predrag Mijatović beslist. Ook in 2003 haalde Del Piero de finale. Na in de halve finale met een goal titelhouder Real Madrid uit het toernooi te hebben geknikkerd, was Del Piero vanwege de absentie van de geschorste Pavel Nedved de enige creatieve speler aan de kant van Juventus. Del Piero was de man met de meeste verstorende loopacties en passes. Toch zakte ook zijn niveau naarmate de avond vorderde. Del Piero werd niet ondersteund vanaf de vleugels of het middenveld en kon de bal nooit fatsoenlijk kwijt aan collega-aanvaller David Trezeguet.

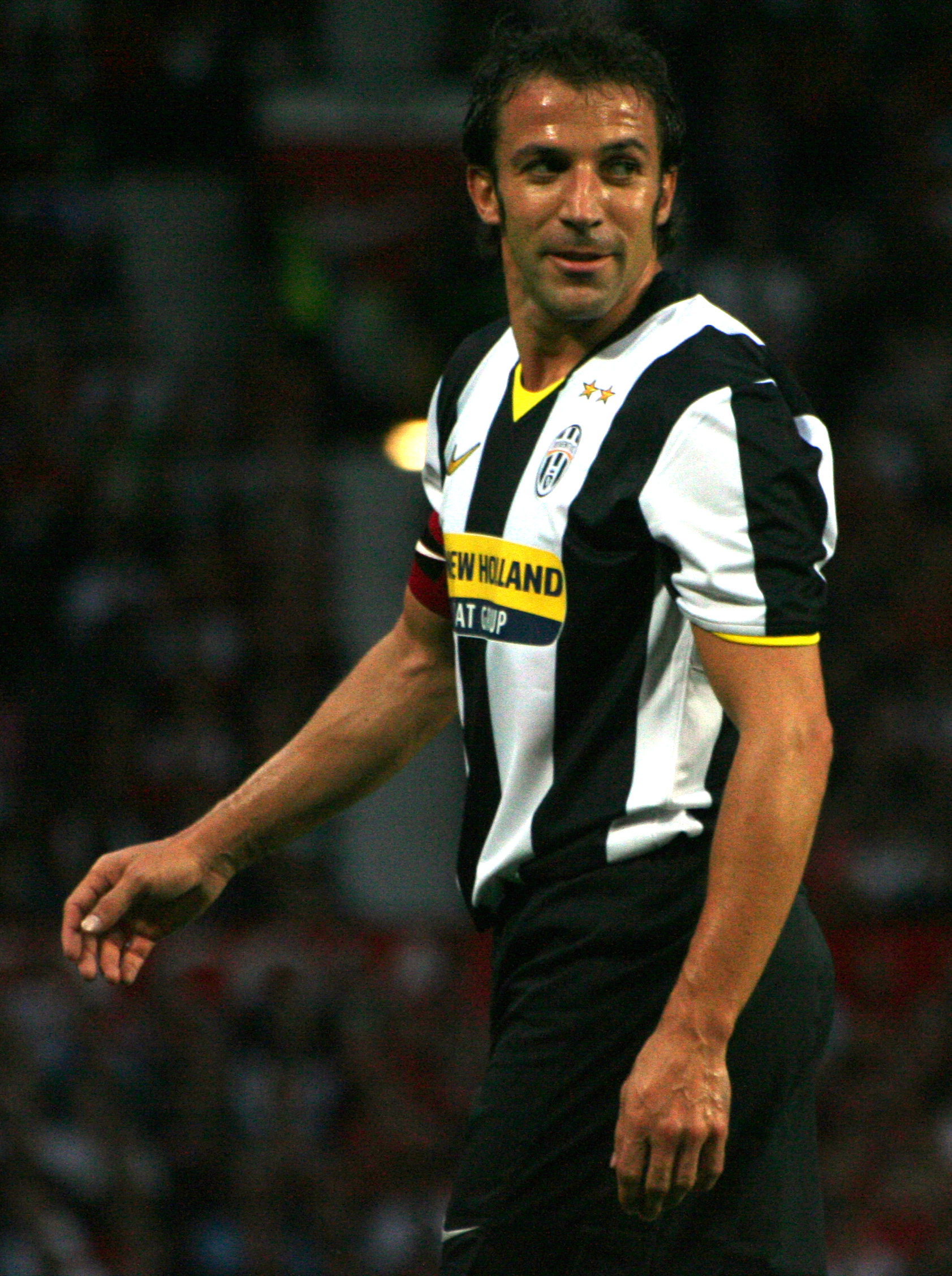
Del Piero bij Juventus (2008).

Het handelsmerk van Del Piero was zijn vrije trap. Met veel precisie kon hij de bal over de muur in de goal krullen. Ook penalty’s en corners gingen hem goed af. In 1998 scoorde hij in de halve finale van de Champions League tegen Monaco twee keer uit een vrije trap en eenmaal uit een penalty. Del Piero werd door de FIFA bij de 50 beste Europese voetballers van de laatste 50 jaar gekozen.
Del Piero is de topscorer van Juventus aller tijden. Ook werd hij Italiaans topscorer in de Champions League.
Del Piero is sinds hij bij Juventus speelde, lang trouw gebleven aan De Oude Dame. Hij speelde ruim 600 wedstrijden voor Juventus. Toen Juventus na een omkoopschandaal werd teruggezet naar de Serie B, verlieten bijna alle sterspelers de club. Del Piero bleef Juventus trouw en scoorde ook in de Serie B aan de lopende band. Na één jaar in de Serie B speelde Juventus opnieuw op het hoogste niveau en was Del Piero opnieuw goed voor minstens 20 doelpunten. In het seizoen 2008/2009 speelde Del Piero zijn 600ste wedstrijd voor Juventus en werd hiermee absolute recordhouder.
Zijn bijnaam is Pinturicchio (naar een kleine schilder uit Perugia). Dat was een grap van toenmalig Juve-baas Gianni Agnelli die opkomend talent Del Piero maar een slap afkooksel van Roberto Baggio vond - die hij 'Raffaello' noemde. Del Piero kreeg net als zijn voormalig teamgenoot Pavel Nedvěd een contract voor het leven. Hiermee kon hij in principe na zijn carrière als voetballer bij Juventus actief blijven.

## Clubstatistieken
| Seizoen | Club             | Land               | Competitie          | Duels | Goals |
| ------- | ---------------- | ------------------ | ------------------- | ----- | ----- |
| 1991/92 | Calcio Padova    | Vlag van Italië    | Serie B             | 4     | 0     |
| 1992/93 | Calcio Padova    | Vlag van Italië    | Serie B             | 10    | 1     |
| 1993/94 | Juventus         | Vlag van Italië    | Serie A             | 11    | 5     |
| 1994/95 | Juventus         | Vlag van Italië    | Serie A             | 29    | 8     |
| 1995/96 | Juventus         | Vlag van Italië    | Serie A             | 29    | 6     |
| 1996/97 | Juventus         | Vlag van Italië    | Serie A             | 22    | 8     |
| 1997/98 | Juventus         | Vlag van Italië    | Serie A             | 32    | 21    |
| 1998/99 | Juventus         | Vlag van Italië    | Serie A             | 8     | 2     |
| 1999/00 | Juventus         | Vlag van Italië    | Serie A             | 34    | 9     |
| 2000/01 | Juventus         | Vlag van Italië    | Serie A             | 25    | 9     |
| 2001/02 | Juventus         | Vlag van Italië    | Serie A             | 32    | 16    |
| 2002/03 | Juventus         | Vlag van Italië    | Serie A             | 24    | 16    |
| 2003/04 | Juventus         | Vlag van Italië    | Serie A             | 22    | 8     |
| 2004/05 | Juventus         | Vlag van Italië    | Serie A             | 30    | 14    |
| 2005/06 | Juventus         | Vlag van Italië    | Serie A             | 33    | 12    |
| 2006/07 | Juventus         | Vlag van Italië    | Serie B             | 35    | 21    |
| 2007/08 | Juventus         | Vlag van Italië    | Serie A             | 37    | 21    |
| 2008/09 | Juventus         | Vlag van Italië    | Serie A             | 29    | 13    |
| 2009/10 | Juventus         | Vlag van Italië    | Serie A             | 22    | 9     |
| 2010/11 | Juventus         | Vlag van Italië    | Serie A             | 32    | 8     |
| 2011/12 | Juventus         | Vlag van Italië    | Serie A             | 23    | 3     |
| 2012/13 | Sydney FC        | Vlag van Australië | A-League            | 24    | 14    |
| 2013/14 | Sydney FC        | Vlag van Australië | A-League            | 24    | 10    |
| 2014/15 | Delhi Dynamos FC | Vlag van India     | Indian Super League | 10    | 1     |
| Totaal  | Totaal           | Totaal             | Totaal              | 585   | 232   |

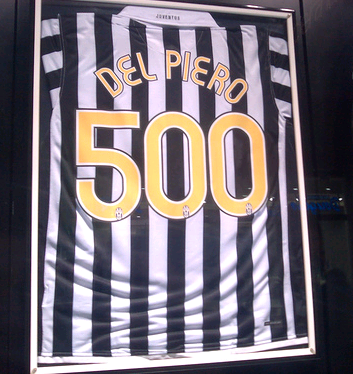
Gelegenheidsshirt voor de 500ste wedstrijd van Alessandro Del Piero

Del Piero maakte in zijn professionele carrière meer dan 270 doelpunten. Een clubrecord is dat hij meer dan 630 officiële wedstrijden voor Juventus heeft gespeeld.

## Interlandstatistieken
| WK-statistieken        | Club     | Positie   | W |   |   | D | A |   |   |   |
| ---------------------- | -------- | --------- | - | - | - | - | - | - | - | - |
| WK voetbal 2006 Italië | Juventus | aanvaller | 5 | 4 | 1 | 1 | 0 | 0 | 0 | 0 |

## Erelijst
| Competitie                     |                    |                                                      |                    |                    |
| Competitie                     | Aantal             | Jaren                                                |                    |                    |
| Juventus Primavera             | Juventus Primavera | Juventus Primavera                                   | Juventus Primavera | Juventus Primavera |
| ------------------------------ | ------------------ | ---------------------------------------------------- | ------------------ | ------------------ |
| Torneo di Viareggio            | 1x                 | 1994                                                 |                    |                    |
| Campionato Nazionale Primavera | 1x                 | 1993/94                                              |                    |                    |
| Juventus                       |                    |                                                      |                    |                    |
| Mondiaal                       |                    |                                                      |                    |                    |
| Wereldbeker voor clubteams     | 1x                 | 1996                                                 |                    |                    |
| Continentaal                   |                    |                                                      |                    |                    |
| UEFA Champions League          | 1x                 | 1995/96                                              |                    |                    |
| UEFA Super Cup                 | 1x                 | 1996                                                 |                    |                    |
| UEFA Intertoto Cup             | 1x                 | 1999                                                 |                    |                    |
| Nationaal                      |                    |                                                      |                    |                    |
| Serie A                        | 6x                 | 1994/95, 1996/97, 1997/98, 2001/02, 2002/03, 2011/12 |                    |                    |
| Coppa Italia                   | 1x                 | 1994/95                                              |                    |                    |
| Supercoppa Italiana            | 4x                 | 1995, 1997, 2002, 2003                               |                    |                    |
| Serie B                        | 1x                 | 2006/07                                              |                    |                    |

| Competitie | Winnaar | Winnaar | Runner-up | Runner-up | Derde  | Derde  |
| Competitie | Aantal  | Jaren   | Aantal    | Jaren     | Aantal | Jaren  |
| Italië     | Italië  | Italië  | Italië    | Italië    | Italië | Italië |
| ---------- | ------- | ------- | --------- | --------- | ------ | ------ |
| FIFA WK    | 1x      | 2006    |           |           |        |        |
| UEFA EK    |         |         | 1x        | 2000      |        |        |